# Iran op de Olympische Zomerspelen 2004
Iran nam deel aan de Olympische Zomerspelen 2004 in Athene, Griekenland. Ten opzichte van de vorige editie werden er twee medailles extra behaald, maar werd er een gouden medaille minder gewonnen.

## Medailleoverzicht
| Sport         | Olympiër             | Discipline             | Medaille |
| ------------- | -------------------- | ---------------------- | -------- |
| Gewichtheffen | Hossein Rezazadeh    | +105kg (m)             | Goud     |
| Taekwondo     | Hadi Saei Bonehkohal | -68kg (m)              | Goud     |
| Worstelen     | Masoud Mostafa Jokar | -60kg vrije stijl (m)  | Zilver   |
| Worstelen     | Alireza Rezaei       | -120kg vrije stijl (m) | Zilver   |
| Taekwondo     | Yossef Karami        | -80kg (m)              | Brons    |
| Worstelen     | Alireza Heidari      | -96kg vrije stijl (m)  | Brons    |

## Deelnemers en resultaten
(m) = mannen, (v) = vrouwen 

### Atletiek
| Olympiër      | Discipline       | Resultaat | Prestatie                             |
| ------------- | ---------------- | --------- | ------------------------------------- |
| Sajjad Moradi | 800m (m)         | 61e       | serie 6: 7de in 1.49,5                |
| Abbas Samimi  | discuswerpen (m) | 28e       | kwalificatie groep B: 16de met 57,57m |

### Boksen
| Olympiër        | Discipline | Resultaat | Prestatie                                              |
| --------------- | ---------- | --------- | ------------------------------------------------------ |
| Mohammad Asheri | -60kg (m)  | 9e        | 1ste ronde: vrij 2de ronde: V van ITA Valentino: 18-37 |

### Gewichtheffen
| Olympiër                 | Discipline | Resultaat | Prestatie                                                             |
| ------------------------ | ---------- | --------- | --------------------------------------------------------------------- |
| Mehdi Panzvan            | -69kg (m)  | DNF       | trekken: 4de met 147,5kg stoten: geen geldige poging                  |
| Mohammad Hossein Barkhah | -77kg (m)  | 6e        | trekken: 5de met 160kg stoten: 6de met 197,5kg totaal: 357,5kg        |
| Asghar Ebrahimi          | -77kg (m)  | 16e       | trekken: 16de met 165kg stoten: 16de met 190kg totaal: 355kg          |
| Shahin Nasirinia         | -77kg (m)  | 4e        | trekken: 11de met 172,5kg stoten: 1ste met 220kg totaal: 392,5kg      |
| Mohsen Biranvand         | -105kg (m) | DNF       | trekken: geen geldige poging                                          |
| Hossein Rezazadeh        | +105kg (m) | Goud      | trekken: 1ste met 210kg stoten: 1ste met 263,5kg (WR) totaal: 472,5kg |

### Judo
| Olympiër                | Discipline | Resultaat | Prestatie |
| ----------------------- | ---------- | --------- | --- |
| Masoud Haji Akhondzadeh | -60kg (m)  | 5e        | 1ste ronde: vrij 2de ronde: W van CMR Cameroun: yuko 3de ronde: W van ARM Nazaryan: yuko kwartfinale: W van GRE Zintiridis: ippon halve finale: V van GEO Chergiani: waza-ari bronzen finale: V van KOR Choi: ippon |
| Arash Miresmaeili       | -66kg (m)  | 21e       | 1ste ronde: V van ISR Vaks: walk-over |
| Hamed Malekmohammadi    | -73kg (m)  | 9e        | 1ste ronde: vrij 2de ronde: W van SLO Jereb: ippon 3de ronde: V van MDA Bivol: ippon herkansingen: W van VEN Leon: ippon herkansingen 2: V van POR Neto: ippon                                                      |
| Reza Chah Khandagh      | -81kg (m)  | 13e       | 1ste ronde: W van ESP Echarte: ippon 2de ronde: V van UKR Gontyuk: ippon herkansingen: V van MAR Belgaid: yuko |
| Abbas Fallah            | -90kg (m)  | 21e       | 1ste ronde: V van CAN Morgan: ippon |
| Masoud Khosravinejad    | -100kg (m) | 21e       | 1ste ronde: vrij 2de ronde: V van RUS Maksimov: waza-ari |
| Mahmoud Miran           | +100kg (m) | 5e        | 1ste ronde: vrij 2de ronde: W van HAI Brutus: ippon 3de ronde: W van TUR Tataroglu: ippon kwartfinale: W van AUS Pepic: ippon halve finale: V van RUS Tmenov: ippon bronzen finale: V van NED van der Geest: ippon  |

### Schietsport
| Olympiër         | Discipline           | Resultaat | Prestatie                                        |
| ---------------- | -------------------- | --------- | ------------------------------------------------ |
| Nasim Hassanpour | 10m luchtpistool (v) | 15e       | kwalificatie: 28ste met 376 punten (94-94-94-94) |

### Taekwondo
| Olympiër             | Discipline | Resultaat | Prestatie |
| -------------------- | ---------- | --------- | --- |
| Hadi Saei Bonehkohal | -68kg (v)  | Goud      | 1ste ronde: W van ITA Molfetta: scheidsrechterlijke beslissing kwartfinale: W van BRA Silva: 8-6 halve finale: W van KOR Song: 9-9 finale: W van TPE Huang: 4-3                            |
| Yossef Karami        | -80kg (v)  | Brons     | 1ste ronde: W van THA Noikoed: 16-12 kwartfinale: W van AUS Trenton: 13-9 halve finale: V van USA Lopez: 6-7 herkansingen: W van TUN Hamdouni: 12-4 bronzen finale: W van AZE Ahmadov: 9-8 |

### Tafeltennis
| Olympiër                    | Discipline    | Resultaat | Prestatie                                                           |
| --------------------------- | ------------- | --------- | ------------------------------------------------------------------- |
| Mohammad Reza Akhlaghpasand | enkelspel (m) | 16e       | 1ste ronde: V van BRA Monteiro: 1-4 (8-11, 13-11, 9-11, 7-11, 5-11) |

### Wielersport
| Olympiër           | Discipline                    | Resultaat | Prestatie                      |
| Baan               | Baan                          | Baan      | Baan                           |
| ------------------ | ----------------------------- | --------- | ------------------------------ |
| Hossein Askari     | individuele achtervolging (m) | 15e       | kwalificatie: 15de in 4.39,302 |
| Mehdi Sohrabi      | puntenkoers (m)               | DNF       | niet gefinisht                 |
| Weg                |                               |           |                                |
| Abbas Saeidi Tanha | wegwedstrijd (m)              | DNF       | niet gefinisht                 |
| Amir Zargari       | wegwedstrijd (m)              | DNF       | niet gefinisht                 |

### Worstelen
| Olympiër             | Discipline  | Resultaat   | Prestatie |
| Vrije stijl          | Vrije stijl | Vrije stijl | Vrije stijl |
| -------------------- | ----------- | ----------- | --- |
| Babak Nourzad        | -55kg (m)   | 15e         | groep C: 3de V van MGL Bayaraa: 0-6 W van KOR Kim: 6-4 |
| Masoud Mostafa Jokar | -60kg (m)   | Zilver      | groep E: 1ste W van ALB Prizreni: 8-0 W van GRE Alsanasvili: 3-2 kwartfinale: vrij halve finale: W van JPN Inoue: 5-4 finale: V van CUB Quintana: 0-4                                   |
| Babak Nourzad        | -66kg (m)   | 18e         | groep F: 3de V van RUS Murtazaliev: 0-4 V van UZB Tavkazakhov: 4-5 |
| Mehdi Hajizadeh      | -74kg (m)   | 13e         | groep D: 2de W van GEO Saghirasjvili: 7-5 V van USA Williams: 0-3 |
| Majid Khodaei        | -84kg (m)   | 5e          | groep A: 1ste W van IND Na: 5-1 W van JPN Yokoyama: 8-1 kwartfinale: V van USA Sanderson: 5-6 5-6de plek: W van GRE Loizidis: 3-2                                                       |
| Alireza Heidari      | -96kg (m)   | Brons       | groep D: 1ste W van GEO Koertanidze: 3-2 W van BRA Jaoude: 10-0 kwartfinale: W van AZE Aghayev: 5-0 halve finale: V van UZB Ibragimov: 4-6 bronzen finale: W van USA Cormier: 3-2       |
| Alireza Rezaei       | -120kg (m)  | Zilver      | groep F: 1ste W van BUL Boyadzhiev: 5-0 W van MGL Gelegjamts: 3-0 W van BLR Hrynkevich: 7-0 kwartfinale: vrij halve finale: W van KAZ Mutalimov: 1-4 bronzen finale: V van UZB Taymazov |
| Grieks-Romeins       |             |             | |
| Hassan Rangraz       | -55kg (m)   | 9e          | groep B: 2de V van CUB Rivas: 4-6 W van ALG Benchenaf: 10-0 |
| Ali Ashkani          | -60kg (m)   | 11e         | groep G: 3de V van CUB Monzon: 1-4 V van TUR Tufenk: 1-3 W van GRE Gkikas: 6-1 |
| Parviz Zeidvand      | -66kg (m)   | DSQ         | gediskwalificeerd |
| Behrouz Jamshidi     | -84kg (m)   | 9e          | groep C: 2de V van GRE Avramis: 1-3 W van NOR Aanes: 3-0 |
| Masoud Hashemzadeh   | -96kg (m)   | DSQ         | gediskwalificeerd |
| Sajjad Barzi         | -84kg (m)   | 9e          | groep B: 1ste W van HUN Deak-Bardos: 3-1 W van FIN Ahokas: 2-1 kwartfinale: W van FRA Szczepaniak: 3-0 halve finale: V van RUS Baroyev: 0-4 bronzen finale: V van USA Gardner: 0-3      |

### Zwemmen
| Olympiër       | Discipline          | Resultaat | Prestatie             |
| -------------- | ------------------- | --------- | --------------------- |
| Babak Farhoudi | 100m vrije slag (m) | 61e       | serie 2: 7de in 56,42 |

Afghanistan · Albanië · Algerije · Amerikaanse Maagdeneilanden · Amerikaans-Samoa · Andorra · Angola · Antigua en Barbuda · Argentinië · Armenië · Aruba · Australië · Azerbeidzjan · Bahama's · Bahrein · Bangladesh · Barbados · België · Belize · Benin · Bermuda · Bhutan · Bolivia · Bosnië en Herzegovina · Botswana · Brazilië · Britse Maagdeneilanden · Brunei · Bulgarije · Burkina Faso · Burundi · Cambodja · Canada · Centraal-Afrikaanse Republiek · Chili · China · Chinees Taipei · Colombia · Comoren · Congo-Brazzaville · Congo-Kinshasa · Cookeilanden · Costa Rica · Cuba · Cyprus · Denemarken · Djibouti · Dominica · Dominicaanse Republiek · Duitsland · Ecuador · Egypte · El Salvador · Equatoriaal-Guinea · Eritrea · Estland · Ethiopië · Fiji · Filipijnen · Finland · Frankrijk · Gabon · Gambia · Georgië · Ghana · Grenada · Griekenland · Groot-Brittannië · Guam · Guatemala · Guinee · Guinee‑Bissau · Guyana · Haïti · Honduras · Hongarije · Hongkong · Ierland · IJsland · India · Indonesië · Irak · Iran · Israël · Italië · Ivoorkust · Jamaica · Japan · Jemen · Jordanië · Kaaimaneilanden · Kaapverdië · Kameroen · Kazachstan · Kenia · Kirgizië · Kiribati · Koeweit · Kroatië · Laos · Lesotho · Letland · Libanon · Liberia · Libië · Liechtenstein · Litouwen · Luxemburg · Macedonië · Madagaskar · Malawi · Malediven · Maleisië · Mali · Malta · Marokko · Mauritanië · Mauritius · Mexico · Micronesië · Moldavië · Monaco · Mongolië · Mozambique · Myanmar · Namibië · Nauru · Nederland · Nederlandse Antillen · Nepal · Nicaragua · Nieuw-Zeeland · Niger · Nigeria · Noord-Korea · Noorwegen · Oeganda · Oekraïne · Oezbekistan · Oman · Oostenrijk · Oost‑Timor · Pakistan · Palau · Palestina · Panama · Papoea-Nieuw-Guinea · Paraguay · Peru · Polen · Portugal · Puerto Rico · Qatar · Roemenië · Rusland · Rwanda · Saint Kitts en Nevis · Saint Lucia · Saint Vincent en Grenadines · Salomonseilanden · Samoa · San Marino · Sao Tomé en Principe · Saoedi-Arabië · Senegal · Servië en Montenegro · Seychellen · Sierra Leone · Singapore · Slovenië · Slowakije · Soedan · Somalië · Spanje · Sri Lanka · Suriname · Swaziland · Syrië · Tadzjikistan · Tanzania · Thailand · Togo · Tonga · Trinidad en Tobago · Tsjaad · Tsjechië · Tunesië · Turkije · Turkmenistan · Uruguay · Vanuatu · Venezuela · Verenigde Arabische Emiraten · Verenigde Staten · Vietnam · Wit-Rusland · Zambia · Zimbabwe · Zuid-Afrika · Zuid-Korea · Zweden · Zwitserland